# Julián Olivas Ugalde
Julián Alfonso Olivas Ugalde (Pachuca, Hidalgo, 9 de octubre de 1954) es un abogado mexicano, fue Subsecretario de Responsabilidades Administrativas y Contrataciones Públicas, ha ocupado cargos públicos como asesor de la Jefatura de Coordinación de Delegaciones, en el Instituto Mexicano del Seguro Social, procurador fiscal del Distrito Federal en el Departamento del Distrito Federal, o director general de Recursos Humanos en la Secretaría de Hacienda y Crédito Público

## Trayectoria
Julián Alfonso estudió en la Escuela Libre de Derecho. Tiene especialización en Finanzas Públicas Especialización en Derecho Constitucional y Administrativo en la UNAM Diplomado en Políticas Públicas en el INAP
Ha empeñado como servidor público en
- 1975 a 1977 - Asesor de la Jefatura de Coordinación de Delegaciones, en el Instituto Mexicano del Seguro Social.
- 1977 a 1985 - Asesor del Director de Política del Sistema Financiero y Subdirector Jurídico en la Dirección General de Seguros y Valores, de la Secretaría de Hacienda y Crédito Público.
- 1985 a 1987 - Subdirector Jurídico Corporativo en Multibanco Mercantil de México.
- 1987 a 1988 - Director de Responsabilidades y Sanciones en la Contraloría Interna de la Secretaría de Desarrollo Urbano y Ecología.
- 1989 a 1994 - Subcontralor de Control en el Departamento del Distrito Federal.
- 1995 a 1998 - Procurador fiscal del Distrito Federal en el Departamento del Distrito Federal.
- 1998 - Asesor del procurador fiscal en la Procuraduría Fiscal de la Federación.
- 1998 a 2000 - Vicepresidente jurídico en la Comisión Nacional de Seguros y Finanzas.
- 2000 - Director general de Seguros y Valores en la Secretaría de Hacienda y Crédito Público.
- 2000 a 2009 - Director general de Auditoría de Desempeño a las Funciones de Gestión Gubernamental y Finanzas, y Titular de Asuntos Jurídicos en la Auditoría Superior de la Federación.
- 2009 - Titular del Órgano Interno de Control en la Comisión Nacional Bancaria y de Valores.
- 2009 a 2011 Secretario Ejecutivo de Servicios en la Suprema Corte de Justicia de la Nación.
- 2011 a 2012 - Director general de Recursos Humanos en la Secretaría de Hacienda y Crédito Público.

El 1 de diciembre de 2012, ingresa con el cambio de gobierno al puesto de Subsecretario de la Función Pública.